# 伊莎贝尔·丹尼尔斯
伊莎贝尔·丹尼尔斯（英語：Isabelle Daniels，1937年7月31日—2017年9月8日），美国女子田径运动员。她曾代表美国参加1956年夏季奥林匹克运动会田径比赛，获得女子4×100米接力铜牌。